# Noah Vonleh
Noah Vonleh (Salem, 24 de agosto de 1995) é um jogador norte-americano de basquete profissional do Boston Celtics da National Basketball Association (NBA).
Ele jogou basquete universitário pelo Indiana Hoosiers e foi selecionado pelo Charlotte Hornets como a nona escolha geral no Draft da NBA de 2014. Além dos Hornets, ele também jogou pelo Portland Trail Blazers, Chicago Bulls, New York Knicks, Minnesota Timberwolves, Denver Nuggets e Brooklyn Nets.

## Carreira no ensino médio
Vonleh frequentou a Haverhill High School em Haverhill, Massachusetts, antes de se transferir para a New Hampton School em New Hampton, New Hampshire, em 2011. Em seu terceiro ano, ele teve médias de 16 pontos e nove rebotes. Em seu último ano, ele teve médias de 17 pontos e 12 rebotes.
Em 10 de novembro de 2012, Vonleh assinou uma carta de intenção para jogar pela Universidade de Indiana, recusando as ofertas de Kansas, Carolina do Norte, UCLA e Ohio State. Ao se comprometer com Indiana, ele disse: "Seus acadêmicos são bons, eles são a equipe número 1 do país e têm outra ótima turma no próximo ano".
| Nome | Cidade natal                                   | Escola             | Altura             | Peso            | Data                   |
| --- | ---------------------------------------------- | ------------------ | ------------------ | --------------- | ---------------------- |
| Noah VonlehPF | Haverhill, Massachusetts                       | New Hampton School | 6 ft 9 in (2.06 m) | 235 lb (107 kg) | 10 de novembro de 2012 |
| Noah VonlehPF | Classificação: Scout: Rivals: 247Sports: ESPN: |                    |                    |                 |                        |
| - Nota: Em muitos casos, Scout, Rivals, 247Sports e ESPN podem entrar em conflito em suas listas de altura e peso. Nestes casos, a média foi obtida. As notas da ESPN estão em uma escala de 100 pontos. - Fonte: |                                                |                    |                    |                 |                        |

## Carreira universitária
Em sua única temporada em Indiana, Vonleh foi nomeado o Calouro do Ano da Big Ten pelos treinadores e pela mídia. Em 30 jogos (29 como titular), ele teve médias de 11,3 pontos, 9,0 rebotes e 1,4 bloqueios em 26,5 minutos.
Em 3 de abril de 2014, Vonleh se declarou para o draft da NBA de 2014, renunciando aos três últimos anos de elegibilidade universitária.

## Carreira profissional

### Charlotte Hornets (2014–2015)
Em 26 de junho de 2014, Vonleh foi selecionado pelo Charlotte Hornets como a nona escolha geral no Draft da NBA de 2014. Em 25 de julho de 2014, ele assinou um contrato de 2 anos e US$5.1 milhões com os Hornets.
Em 2 de setembro de 2014, ele passou por uma cirurgia bem-sucedida para reparar uma hérnia esportiva e foi descartado por seis a oito semanas. Depois de fazer apenas quatro jogos pelo Hornets no começo da temporada de 2014-15, ele foi designado para o Fort Wayne Mad Ants da D-League em 28 de dezembro de 2014.
Em 12 de abril de 2015, ele teve o melhor jogo da temporada com 16 pontos e 12 rebotes contra o Detroit Pistons. Três dias depois, no último jogo da temporada, Vonleh teve outro jogo de 12 rebotes contra o Toronto Raptors.

### Portland Trail Blazers (2015–2018)
Em 24 de junho de 2015, Vonleh foi negociado, junto com Gerald Henderson, para o Portland Trail Blazers em troca de Nicolas Batum.
Em 15 de novembro de 2015, ele registrou seu primeiro jogo como titular da carreira em um jogo contra seu ex-time, o Charlotte Hornets. Em pouco menos de 24 minutos de ação, ele registrou nove pontos e seis rebotes. Em 23 de janeiro de 2016, ele marcou 11 pontos contra o Los Angeles Lakers. No final de março, Vonleh foi substituído no time titular por Maurice Harkless.
Em seus 47 jogos antes do pivô Jusuf Nurkić se juntar ao Trail Blazers em uma troca em fevereiro de 2017, Vonleh teve médias de apenas 3,3 pontos e 4,1 rebotes em 13 minutos. Com Nurkić, Vonleh começou a prosperar após a pausa para o All-Star Game com médias de 6,7 pontos e 7,2 rebotes nos últimos 26 jogos da temporada.
Em 20 de novembro de 2017, Vonleh teve o melhor jogo da temporada com 11 pontos e 18 rebotes na vitória por 100-92 sobre o Memphis Grizzlies.

### Chicago Bulls (2018)
Em 8 de fevereiro de 2018, Vonleh foi negociado para o Chicago Bulls em troca dos direitos de draft de Milovan Raković.

### New York Knicks (2018–2019)
Em 24 de julho de 2018, Vonleh assinou um contrato de 1 ano e US$1.6 milhões com o New York Knicks. Em 25 de janeiro de 2019, ele teve 22 pontos e 13 rebotes na derrota por 109-99 para o Brooklyn Nets.

### Minnesota Timberwolves (2019–2020)
Em 8 de julho de 2019, Vonleh assinou com o Minnesota Timberwolves.

### Denver Nuggets (2020)
Em 5 de fevereiro de 2020, os Timberwolves trocaram Vonleh para o Denver Nuggets em uma troca que envolveu quatro equipes.
Em 27 de novembro de 2020, Vonleh assinou um contrato de 1 ano e US$2 milhões com o Chicago Bulls. Ele foi dispensado pelos Bulls em 14 de dezembro.

### Brooklyn Nets (2021)
Em 8 de fevereiro de 2021, Vonleh assinou até o fim da temporada com o Brooklyn Nets. Ele jogou quatro jogos pelos Nets antes de ser dispensado.

### Shanghai Sharks (2021–2022)
Em 18 de setembro de 2021, Vonleh assinou com o Shanghai Sharks da Associação Chinesa de Basquete.

### Boston Celtics (2022–Presente)
Em 2 de agosto de 2022, Vonleh assinou com o Boston Celtics em um contrato de um ano. Em 15 de outubro de 2022, relatórios confirmaram que Vonleh garantiu uma vaga no elenco dos Celtics para a temporada regular de 2022.

## Estatísticas da carreira

### NBA

#### Temporada regular
| Ano      | Equipe    | PJ  | PT  | MPJ  | AP   | 3P    | LL   | RT  | AS  | BR | TO | PPJ |
| -------- | --------- | --- | --- | ---- | ---- | ----- | ---- | --- | --- | -- | -- | --- |
| 2014–15  | Charlotte | 25  | 0   | 10.4 | .395 | .385  | .692 | 3.4 | .2  | .2 | .4 | 3.3 |
| 2015–16  | Portland  | 78  | 56  | 15.1 | .421 | .239  | .745 | 3.9 | .4  | .3 | .3 | 3.6 |
| 2016–17  | Portland  | 74  | 41  | 17.1 | .481 | .350  | .638 | 5.2 | .4  | .4 | .4 | 4.4 |
| 2017–18  | Portland  | 33  | 12  | 14.4 | .490 | .333  | .742 | 5.1 | .4  | .2 | .3 | 3.6 |
| 2017–18  | Chicago   | 21  | 4   | 19.0 | .413 | .300  | .481 | 6.9 | 1.0 | .6 | .3 | 6.9 |
| 2018–19  | New York  | 68  | 57  | 25.3 | .470 | .336  | .712 | 7.8 | 1.9 | .7 | .8 | 8.4 |
| 2019–20  | Minnesota | 29  | 1   | 12.0 | .547 | .143  | .821 | 4.0 | .9  | .4 | .2 | 4.1 |
| 2019–20  | Denver    | 7   | 0   | 4.3  | .833 | 1.000 | .500 | 1.1 | .3  | .0 | .0 | 1.9 |
| 2020–21  | Brooklyn  | 4   | 0   | 2.8  | .000 | .000  | —    | .3  | .3  | .0 | .0 | .0  |
| Carreira | Carreira  | 339 | 171 | 13.3 | .449 | .342  | .666 | 4.1 | .6  | .3 | .3 | 4.0 |

#### Playoffs
| Ano      | Equipe   | PJ | PT | MPJ  | AP   | 3P   | LL   | RT  | AS  | BR | TO  | PPJ |
| -------- | -------- | -- | -- | ---- | ---- | ---- | ---- | --- | --- | -- | --- | --- |
| 2016     | Portland | 6  | 0  | 2.0  | .000 | .000 | .000 | .7  | .3  | .3 | .0  | .0  |
| 2017     | Portland | 4  | 2  | 25.0 | .444 | .000 | .000 | 7.3 | 2.0 | .3 | 1.0 | 4.5 |
| 2020     | Denver   | 1  | 0  | 3.0  | .000 | .000 | .000 | .0  | .0  | .0 | .0  | .0  |
| Carreira | Carreira | 11 | 2  | 10.0 | .148 | .000 | .000 | 2.6 | .7  | .1 | .3  | 1.5 |

### Universitário
| Ano     | Equipe  | PJ | PT | MPJ  | AP   | 3P   | LL   | RT  | AS | BR | TO  | PPJ  |
| ------- | ------- | -- | -- | ---- | ---- | ---- | ---- | --- | -- | -- | --- | ---- |
| 2013–14 | Indiana | 30 | 29 | 26.5 | .523 | .485 | .716 | 9.0 | .6 | .9 | 1.4 | 11.3 |

## Vida pessoal
Vonleh é filho de Samuel Vonleh e Renell Kumeh e tem dois irmãos, Aaronette Vonleh e Samnell Vonleh. Seu bisavô paterno, chefe Blahsue Vonleh, foi chefe supremo do Doe Clan na Libéria de 1920 até sua morte em 1947.